# Монастырь Джюнис
Монастырь Джюнис (серб. Манастир Ђунис) в честь Покрова Пресвятой Богородицы — женский монастырь Нишской епархии Сербской православной церкви в селе Джюнис общины Крушевац Расинского округа Сербии.
24 июля 1898 года произошло явление Пресвятой Богородицы местной девочке Милойке Йоцич. Местные жители построили на этом месте небольшую церковь, но столкнулись с сопротивлением властей, которые приказали её снести.
В 1934 году, по благословению епископа Николая (Велимировича), была построена деревянная церковь. В 1960 году здесь был образован монастырь, в 1964 году ставший метохом монастыря Святого Романа. В 1968 году монастырь Джюнис был преобразован в женский.
В 1977 году был заложен закладной камень нового большого храма. 16 сентября 2001 года он был освящён патриархом Сербским Павлом.
Деревянная церковь была снесена в 1997 году, а на её месте построили малый храм монастыря.
Монастырь является популярным местом паломничества не только у православных, но и у цыган-мусульман.